# Nimrod (sincrotrão)
Nimrod foi um sincrotrão de protões de 7 GeV a operar no Laboratório Rutherford Appleton em Oxfordshire (Reino Unido), entre 1964 e 1978. Foi usado para estudar fenómenos nucleares e sub-nucleares. O Nimrod foi desmantelado e o seu espaço passou a ser ocupado pelo novo sincrotrão da fonte de neutrões ISIS.